# Франжи ан Брес
Франжи ан Брес (фр. Frangy-en-Bresse) насеље је и општина у источном делу централне Француске у региону Бургоња, у департману Саона и Лоара која припада префектури Луан.
По подацима из 2011. године у општини је живело 642 становника, а густина насељености је износила 27,11 становника/km². Општина се простире на површини од 23,68 km². Налази се на средњој надморској висини од 200 метара (максималној 212 m, а минималној 180 m).

## Демографија
| 1962. | 1968. | 1975. | 1982. | 1990. | 1999. | 2011. |
| ----- | ----- | ----- | ----- | ----- | ----- | ----- |
| 639   | 795   | 696   | 656   | 552   | 576   | 642   |

График промене броја становника у току последњих година